# Томарово (Ленинградская область)
Тома́рово (фин. Tuomarinautio) — деревня в Бегуницком сельском поселении Волосовского района Ленинградской области России.

## История
Деревня Томорово из 10 дворов упоминается на «Топографической карте окрестностей Санкт-Петербурга» Ф. Ф. Шуберта 1831 года.
Согласно 6-й ревизии 1811 года деревня Томарово принадлежала жене капитан-лейтенанта Е. И. Зыбиной.

ТОМАРОВА — деревня принадлежит коллежскому асессору Вейсу, число жителей по ревизии: 13 м. п., 13 ж. п. (1838 год)

В пояснительном тексте к этнографической карте Санкт-Петербургской губернии П. И. Кёппена 1849 года она записана как деревня Tuomarinautio (Томарова) и указано количество её жителей на 1848 год: савакотов —  14 м. п., 19 ж. п., всего 33 человека.
Согласно 9-й ревизии 1850 года деревня Томарово принадлежала помещице Марии Егоровне Вейс.

ТОМАРОВО — деревня господина Вейс, по просёлочной дороге, число дворов — 5, число душ — 12 м. п. (1856 год)

Согласно 10-й ревизии 1856 года деревня Томарово также принадлежала помещице Марье Егоровне Вейс.
Согласно «Топографической карте частей Санкт-Петербургской и Выборгской губерний» в 1860 году деревня Томорова насчитывала 5 крестьянских дворов.

ТОМАРОВА (АВДУЯ) — деревня владельческая при пруде, по левую сторону Нарвского тракта, в 51 версте от Петергофа, число дворов — 5, число жителей: 10 м. п., 11 ж. п. (1862 год)

- Деревня Томарово на карте 1885 года

В 1885 году деревня насчитывала 5 дворов.
В конце XIX века деревня административно относилась к Бегуницкой волости 1-го стана Петергофского уезда Санкт-Петербургской губернии, в начале XX века — 2-го стана. Население деревни было исключительно финским.
К 1913 году количество дворов увеличилось до семи.
Согласно данным переписи населения СССР 1926 года в деревне Томарово Тешковского сельсовета Бегуницкой волости Троцкого уезда проживали 65 человек, большинство финны, а также русские и эстонцы.
По данным 1933 года деревня называлась Томарово и входила в состав Тешковского сельсовета Волосовского района.
- План деревни Томарово. 1938 год

Согласно топографической карте 1938 года деревня насчитывала 9 дворов, смежно с ней располагалась деревня Куйлово.
По данным 1966 года деревня Томарово находилась в составе Бегуницкого сельсовета.
По данным 1973 года деревня называлась Томарово-Куйлово и входила в состав Бегуницкого сельсовета.
По данным 1990 года деревня называлась Томорово и также входила в состав Бегуницкого сельсовета.
В 1997 году в деревне Томорово проживали 4 человека, в 2002 году — 14 человек (все русские), в 2007 году — 6.

## География
Деревня расположена в северной части района к югу от деревни Малое Тешково и автодороги А180 (E 20) (Санкт-Петербург — Ивангород — граница с Эстонией) «Нарва», и к западу от автодороги 41А-003 (Кемполово — Выра — Шапки).
Расстояние до административного центра поселения — 7 км.
Расстояние до ближайшей железнодорожной станции Волосово — 22 км.

## Демография
| 1862 | 2002 | 2007 | 2010 | 2017 |
| ---- | ---- | ---- | ---- | ---- |
| 21   | ↘14  | ↘6   | ↗21  | ↘12  |

### Национальный состав
Согласно данным Всероссийской переписи населения 2021 года в деревне проживали 16 человек, все русские.